# James Braid
James Braid (19. června 1795 – 25. března 1860) byl skotský chirurg, významný průkopník na poli hypnózy a hypnoterapie, vlivná osobnost v oblasti hypnotické, ale i chemické anestezie. Je považován za „otce moderního hypnotismu“.

## Rodina
Braid byl třetím synem a sedmým a nejmladším dítětem Jamese Braida (c.1761–184?) a Anne Suttie (c.1761–?). Narodil se dne 19. června 1795 v Ryelaw House ve Skotsku.
17. listopadu 1813 ve věku 18 let se Braid oženil s 21 letou Margaret Masonovou (1792–1869), dcerou Roberta Masona (? –1813) a Helen Masonové, rozené Smithové. Měli dvě děti:  Anne Daniel, rozená Braid (1820–1881) a James Braid (1822–1882), obě se narodily v Leadhills v Lanarkshire.